# گینبرا (بایه دل کائوکا)
گینبرا (انگلیسی: Ginebra, Valle del Cauca) نام شهری در کشور کلمبیا است.